# Zwavelmelkzwam
De zwavelmelkzwam (Lactarius chrysorrheus) is een schimmel uit de familie Russulaceae. De soort is licht zalmkleurig, giftig en groeit in symbiose met name eiken. Hij leeft in loofbossen en lanen op voedselarme zand- en leembodem.

## Kenmerken
Hoed
De hoed heeft een diameter van 3 tot 8 cm. Het is bleek zalm of roze, met donkere markeringen in ruwe ringen of banden. In het begin is het convex, maar wordt later vlakker en heeft uiteindelijk een kleine centrale umbo (bult). Het is vaak wat gelobd aan de rand en glad, met een haarloze rand.
Lamellen
De lamellen staan dicht opeen, zijn aflopend en hebben een roze, bleekgele tint. Ze staan aanvankelijk vrij dicht bij elkaar.
Steel
De witachtige tot bleekgele steel heeft soms een roze blos op de onderste helft. Het is hol, cilindrisch of met een licht gezwollen basis. De lengte is 3 tot 8 cm en de breedte 1 tot 2 cm. 
Melk
Deze melk is aanvankelijk wit, maar wordt bij blootstelling aan de lucht in vijf tot vijftien seconden helder zwavelgeel.
Smaak
Het vruchtvlees is wit en smaakt heet, maar wordt gekleurd door de overvloedige hoeveelheden melk die worden uitgescheiden. 
Sporenprint
De sporenprint is roomwit, met een lichte zalmachtige tint. 

### Microscopische kenmkerken
De sporen zijn afgerond tot breed elliptisch en gemiddeld 6,4 tot 8,0 µm lang en 5,7 tot 6,3 µm breed. De Q-waarde (verhouding tussen lengte en breedte van de sporen) is 1,1 tot 1,3. Het sporenornament bestaat uit 0,4 tot 0,9 µm hoge, fijne wratten en korte, geribbelde ribben, die bijna volledig netwerkachtig met elkaar verbonden zijn. Toch zijn er tal van geïsoleerde wratten.

## Verspreiding
De zwavelmelkzwam is gevonden in Noord-Azië (Oost-Siberië, Korea, Japan), Noord-Amerika (Verenigde Staten, Canada, Mexico), Noord-Afrika (Marokko) en Europa. In Europa is hij waarschijnlijk wijdverbreid in het hele eiken- en tamme kastanjegebied. Af en toe is hij ook buiten dit gebied te vinden onder aangeplante eiken en tamme kastanjes (onder meer op de Hebriden). In Estland is hij alleen te vinden op het Oostzee-eiland Saarema. In Nederland komt hij vrij algemeen voor. Hij is niet bedreigd en staat niet op de rode lijst.

## Foto's

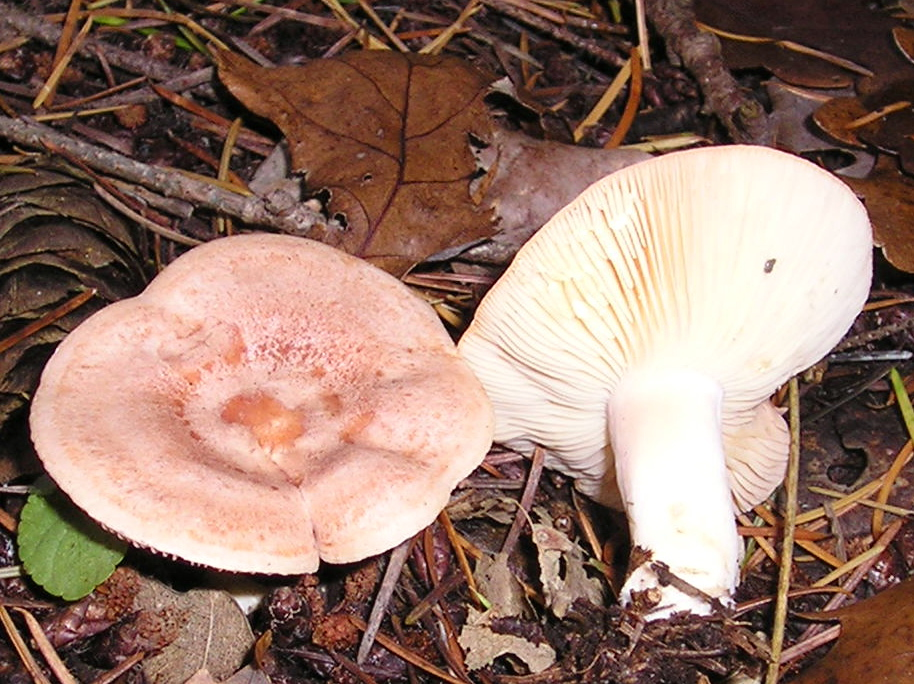
Lamellen
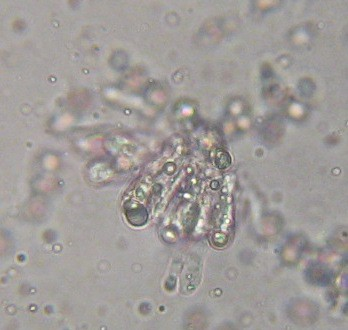
Sporen